# Boarmia anielaria
Boarmia anielaria là một loài bướm đêm trong họ Geometridae.